# Черенцов, Евгений Иванович
Черенцов Евгений Иванович (22 января 1919 — 26 сентября 1942) — советский военный лётчик, старший лейтенант, командир звена 154 истребительного полка.

## Биография
Родился 22 января 1919 года в селе Юрюзань Уфимского уезда (ныне Катав-Ивановский район Челябинской области.
Окончил Луганскую 11-ю военную школу летчиков, после чего добровольно вступил в ряды армии.
В Красной Армии с 1936 года. Изначально служил лётчиком (06.41 09.41) в 43-м истребительном Севастопольском Краснознаменном ордене Кутузова авиационного полка. Далее свою службу продолжил в роли командира звена(11.41-26.09.42) в 154-м истребительном авиационном полке.
Сбил 8 вражеских самолётов и ещё 13 – в группе.
Летал на истребителях И-153, «Киттихаук» и МиГ-3.

## Смерть
Погиб 26 сентября 1942 года в результате выполнения боевой задачи, из-за катастрофы на аэродроме.
Похоронен на Новооктябрьском кладбище. (Деревня Плеханово, Волховский район, Ленинградская область).

## Награды
Приказом по войскам Ленинградского фронта № 01782 от 16 августа 1942 года лейтенант Чернецов Евгений Иванович награждён Орденом Красного Знамени.